# Superman (film fra 1978)
Superman (også kendt som Superman The Movie), er en amerikansk superheltefilm fra 1978, instrueret af Richard Donner, og med Christopher Reeve i hovedrollen. 
Filmen er baseret på tegneserierne om Superman fra DC Comics.

## Handling
Inden planeten Krypton går under, sender Jor-El (Marlon Brando), sin søn Kal-El ned til Jorden, for at han kan vokse op sikkert og trygt. Han lander på en mark uden for byen Smallville, hvor det barnløse ægtepar Martha og Jonathan Kent finder ham, adopterer ham og giver ham navnet Clark Kent. Nogle år senere har den voksne Clark Kent (Christopher Reeve) bosat sig i storbyen Metropolis og arbejder som journalist på tabloidavisen The Daily Planet og forelsker sig i sin kollega Lois Lane (Margot Kidder). Hun er dog mere forelsket i Superman efter at han har reddet hende ud af en vildfaren helikopter og hun (og resten af verden) finder ud af at en superhelt har gjort sit indtog. Dette erfarer superskurken Lex Luthor (Gene Hackman) også, hvilket kommer på tværs af den onde plan han har udtænkt.

## Medvirkende
- Christopher Reeve som Clark Kent/Superman
- Marlon Brando som Jor-El
- Gene Hackman som Lex Luthor
- Margot Kidder som Lois Lane
- Ned Beatty som Otis
- Jackie Cooper som Perry White
- Terence Stamp som General Zod